# Стогній Борис Сергійович
Стогній Борис Сергійович (нар. 18 березня 1936, с. Гречанівка, Гадяцький район, Полтавська область) — український вчений у галузі автоматизації електричних систем, розробки принципів побудови та оптимізації систем управління електроенергетичними об'єктами. Академік-секретар відділення фізико-технічних проблем енергетики НАН України, віце-президент Науково-технічної спілки енергетиків та електротехніків України. Заслужений діяч науки і техніки України. Лауреат Державної премії УРСР у галузі науки і техніки та Премії НАН України імені С. О. Лебедєва.

## Біографія
Борис Сергійович народився у с. Гречанівка Гадяцького району на Полтавщині.
1959 року закінчив Київський політехнічний інститут.
У 1966 році захистив кандидатську, а у 1984 році — докторську дисертації.
1988 року Б. С. Стогній обраний членом-кореспондентом, а 1990 — академіком Академії наук УРСР. Нині — дійсний член Національної академії наук України.
З 1961 року почав працювати в Інституті електродинаміки АН УРСР. З 1975 по 2016 роки — завідувач відділу автоматизації електричних систем.

## Наукова діяльність
Його наукові інтереси пов'язані з інформатизацією енергетики. Це, перш за все, дослідження в галузі автоматизації електричних систем, розробки принципів побудови та оптимізації систем управління електроенергетичними об'єктами, створення швидкодіючих алгоритмів перетворення та передачі даних у каналах передачі інформації в електроенергетичних системах. На базі цих досліджень впроваджено ряд розробок, зокрема автоматизовані та автоматичні системи контролю параметрів у нормальних і аварійних режимах роботи електроенергетичного обладнання електростанцій та підстанцій (Україна, Білорусь), комп'ютерна корпоративна інтегрована система управління електрифікованими залізницями.
Академіком Б. С. Стогнієм опубліковано більше ніж 300 наукових праць, у тому числі 12 монографій.
Багато сил та енергії академік Б. С. Стогній віддає науково-організаційній діяльності:
- 1988—1993 роки — на посаді головного ученого секретаря Президії НАН України;
- 1994—1998 роки — на посаді члена Президії НАН України;
- від 1998 року й понині — академік-секретар Відділення фізико-технічних проблем енергетики НАН України.

Відділення фізико-технічних проблем енергетики НАН України є одним із провідних відділень академії. Напрями наукової діяльності 12 установ Відділення охоплюють стратегічні засади розвитку енергетики, проблеми теплової енергетики, електроенергетики, енергомашинобудування, безпеки АЕС, інформатизації енергетики, вугільних енерготехнологій, відновлюваної енергетики.
Б. С. Стогній зробив вагомий особистий внесок у планування, організацію і забезпечення наукових досліджень в установах НАН України та вищих навчальних закладах.
Найвагомішим практичним результатом згаданих робіт стало створення та освоєння серійного випуску на виробничому об'єднанні «Запоріжтрансформатор» каскадних трансформаторів струму для першої в світі ЛЕП ультрависокої напруги 1150 кВ Екібастуз-Урал, які вперше мали нормовані характеристики не лише в усталених, а й у перехідних режимах. Саме за розроблення теорії та створення трансформаторів нового покоління колективу під керівництвом Б. С. Стогнія у 1985 році було присуджено Державну премію УРСР у галузі науки та техніки.
На основі результатів створення високовольтних вимірювальних перетворювачів струму під керівництвом ученого розроблено державні стандарти, методики визначення похибок одноступінчастих трансформаторів струму в перехідних режимах синтетичним методом (уперше в країні було запропоновано методику випробувань трансформаторів струму надвисокої напруги побічним методом), а також методичні й керівні матеріали щодо розроблення й випробувань перетворювачів струму та напруги електроенергетичних і електротехнологічних установок (1982,1985 та 1990 рр.), окремі результати використано у державних стандартах на трансформатори струму (1987, 2001 та 2003 рр.).